# گای استاکول
گای استاکول (انگلیسی: Guy Stockwell؛ ۱۶ نوامبر ۱۹۳۴ – ۶ فوریهٔ ۲۰۰۲ (۶۷ سال)) هنرپیشه اهل ایالات متحده آمریکا بود.
از فیلم‌هایی که وی در آن نقش داشته است، می‌توان به فرودگاه ۱۹۷۵، بو ژست و سردار جنگ و خون مقدس اشاره کرد.